# Warengo
Warengo byla česká sociální síť pro investory a další osoby se zájmem o investování a osobní finance. Společnost byla založena v Praze roce 2018 Milanem Charvátem a Martinem Křístkem poté, co svou činnost ukončil magazín MontyRich, který do té doby Charvát vydával. Po pěti měsících od spuštění bylo na platformě Warengo zaregistrováno 2500 uživatelů z Česka. V červenci 2020 bylo na platformě zaregistrováno 12600 uživatelů z Česka a Slovenska, přičemž se zaměřuje zejména na oblast investování a správy osobních financí. V říjnu 2019 řekl Charvát na konferenci Czech Internet Forum, že s projektem cílí na globální trh. Projekt svou činnost ukončil v prosinci 2021. V březnu 2025 koupila firmu Warengo Technology s.r.o. společnost Bulios s.r.o., provozující stejnojmennou akciovou platformu Bulios. Na webu Warengo se nyní nachází magazín o financích a investování.

## Služba
Platforma umožňovala uživatelům zakládat vlastní profily a publikovat statusy či články, zakládat odborné skupiny či se spojovat s dalšími uživateli. Veškerý obsah na platformě byl řízen redakcí, která psala vlastní články a editovala články ostatních uživatelů. Redakce také dělala rozhovory se známými osobnostmi českého a slovenského byznysu. Přímo na Warengo publikovali skrze svůj vlastní profil zejména odborníci na investování a analytici. Každý pracovní den v 7:00 byl rozesílán newsletter Warengo Morning News, který odběratele informoval o dění ve světě byznysu a investic z předchozího dne. Obchodní model platformy byl postavený na inzerci.

## Struktura uživatelů
Dle oficiálních informací v mediakitu Warengo dosáhla stránka v dubnu 2020 návštěvnosti ve výši 654 000, k odběru newsletteru bylo přihlášeno 5 000 uživatelů. Z uvedených dat dále vyplynulo, že uživatelé platformy se nejvíce zajímali o investování v oblasti akcií a nemovitostí, více než 90 % jich bylo z Česka a největší část jich byla ve věku kolem 30 let.